# Битва при Монте-Граппа
Битвы при Монте-Граппа — серия из трёх сражений на итальянском фронте Первой Мировой войны между Австро-Венгрией и Италией.

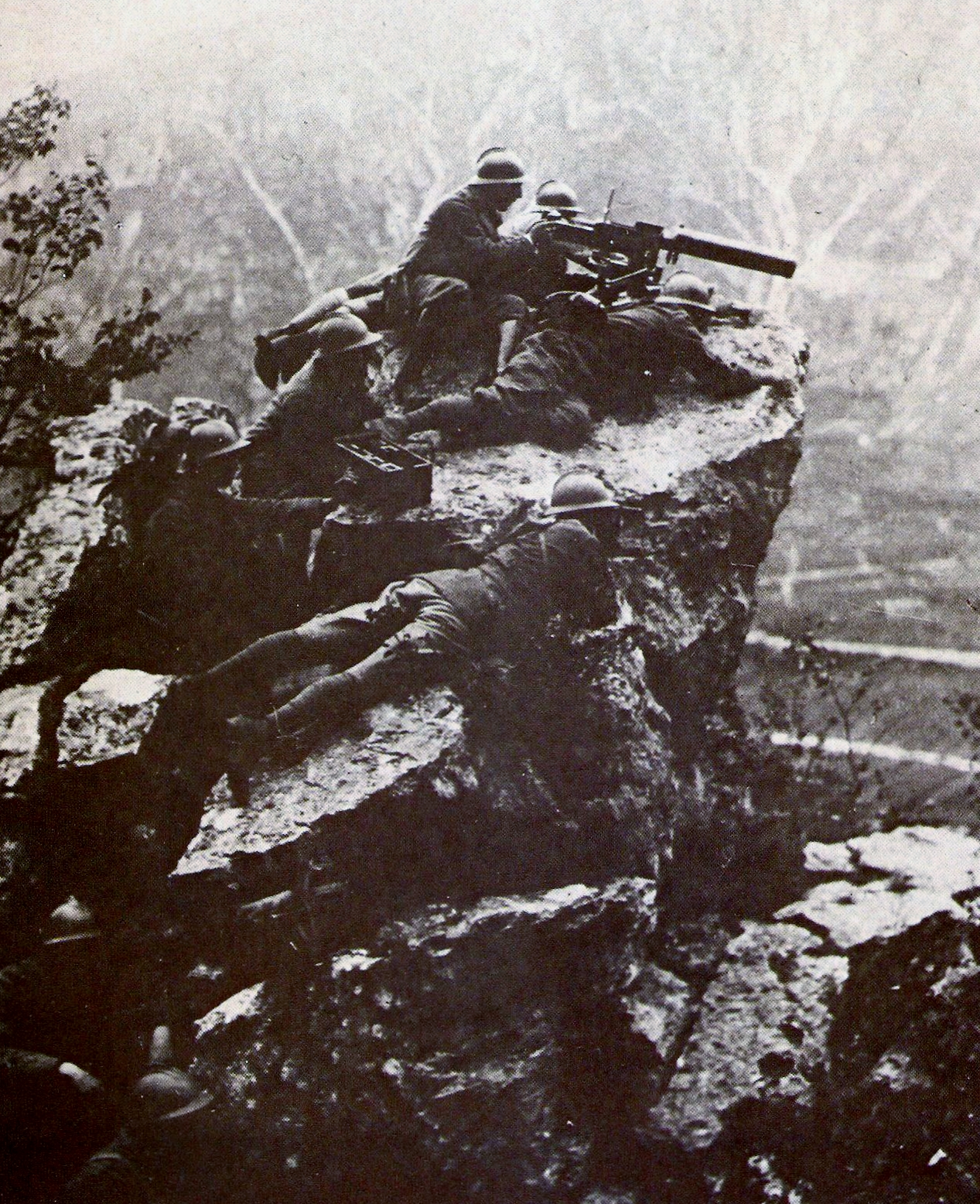
Итальянская пулемётная позиция на Монте-Граппа

Начиная с 1917 и до конца войны Австро-Венгрия и Италия сражались за горный массив Монте-Граппа, так как он прикрывал левый фланг итальянского фронта на Пьяве.
24 и 25 октября 1917 года 1-й корпус Альфреда Краусса прорвал итальянский фронт и вышел на новый участок фронта у Фельтре и Монте-Граппа.
Первое сражение при Монте-Граппа началась 11 ноября 1917. Армия Австро-Венгрии разбила итальянцев, но австрийцы с помощью альпийского корпуса немецкой армии не смогли взять вершину горы Монте-Граппа на которой находилась итальянская укреплённая позиция. Попытки взять её продолжались до 23 декабря 1917 года и окончились неудачей австрийских войск. После этого фронт по реке Пьяве был стабилизирован.
Вторая битва при Монте-Граппе была дополнением к австрийскому летнему наступлению 1918 года, которое было последней наступательной операцией Австро–Венгерской армии в Первой мировой войне. Части 10-й армии под командованием Э. фон Маттановича пробились дальше и уже находились у Венеции, но спуститься с гор не удавалось.
Третье сражение при Монте-Граппе началось 24 октября 1918 года, как часть последнего итальянского наступления в войне. 9 итальянских дивизии атаковали австрийские позиции на Монте-Граппа, но в ответ австрийцы увеличили свои силы в горах с 9 до 15 дивизий, таким образом задействовали все оставшиеся резервы. Но измученная австрийская армия начала общее отступление 28 октября.

## В популярной культуре
Битва при Монте-Граппа есть в видеоигре Battlefield 1 от Electronic Arts.